# Lilltjärnen (Vilhelmina socken, Lappland, 715127-157137)
Lilltjärnen är en sjö i Vilhelmina kommun i Lappland och ingår i Ångermanälvens huvudavrinningsområde.